# Haaniella scabra
Haaniella scabra ist eine auf Borneo beheimatete Gespenstschreckenart. Sie ist der kleinste Vertreter der Gattung Haaniella. 

## Merkmale
Haaniella scabra unterscheidet sich in erster Linie durch die viel geringere Größe von den anderen Vertretern der Gattung. Auch bei dieser Art sind bei beiden Geschlechtern an Kopf, Körper und Beinen viele spitze Stacheln zu finden. Die Ausbildung der Flügel entspricht ebenfalls der der anderen Haaniella-Arten. So sind beide Flügelpaare verkürzt, wobei die als Tegmina ausgebildeten Vorderflügel die zu Stridulationsorganen umgewandelten Hinterflügel vollständig bedecken.

Die Männchen sind lediglich 4,5 bis 5,7 cm lang. Hinterleib (Abdomen) und Beine sind meist dunkelbraun gefärbt. Kopf und Brust (Thorax) sind durch hellere Anteile etwas lebhafter gezeichnet. Insbesondere die Stacheln sind meist sehr hell oder fast weiß. Die Vorderflügel lassen in Ruhe ein ebenso helles "V"-förmiges Muster erkennen. Die restlichen Flügelbereiche sind braun mit schwarzer Aderung. Auffällig sind auch die langen ebenfalls hellen Stacheln auf der Unterseite des Abdomens. Die Unterseite des Thorax (Sternum) ist Rehbraun und bildet damit einen deutlichen Kontrast zu den schwarz gefärbten Zwischenhäuten der Segmente und Gelenke.

Die Weibchen werden mit 5,9 bis 7,6 cm Körperlänge deutlich größer als die Männchen. Ihr Abdomen endet mit dem für die Unterfamilie Heteropteryginae typischen stachelartigen Legeapparat. Die ventral gelegene Subgenitalplatte dieses Legeapparates, welche auch als Operculum  bezeichnet wird, ist deutlich länger als der dorsal gelegene Anteil, welcher Supraanalplatte oder Epiproct genannt wird. Das Ende der Supraanalplatte zeichnet sich bei Haaniella scabra durch das Vorhandensein von zwei bis acht feinen Zähnchen aus. Das Abdomen schwillt bei adulten Weibchen im Laufe der Eiablagephase wie bei anderen Arten der Gattung deutlich an. Die Färbung wird von einem eher schlichten hellen Braunton dominiert. Eine leichte Musterung ist meist nur auf dem Kopf zu erkennen. Auf der Oberseite des Hinterleibs können etwa auf Höhe des achten Abdominalsegments kleine, dunkle Augenflecke vorhanden sein. Bei einigen Weibchen sind auf dem Abdomen auch sehr hell gefärbte Bereiche zu finden, meist im Bereich des sechsten Abdominalsegments. Diese Zeichnung ist dann schon bei den Nymphen vorhanden. Sowohl bei adulten Weibchen als auch bei älteren Nymphen sind die typischen blauschwarzen Gelenk- und Intersegmentalhäute zu finden, die von orangeroten Bereichen am Sternum, den Hinterhüften und an der Unterseite der Hinterschenkel ergänzt werden. Außerdem ist fast immer auf der Mitte der Außenkanten der Vorderflügel je ein schwarzer Fleck zu finden.

## Verbreitung, Verhalten und Fortpflanzung
Das Verbreitungsgebiet von Haaniella scabra beschränkt sich auf die Hochgebirgsregionen um den Mount Kinabalu im Zentrum des malaysischen Bundesstaates Sabah, im Nordteil Borneos. Dort sind die Tiere in Höhen zwischen 1000 und 1800 m anzutreffen.

In ihrem Verhalten ähnelt diese nachtaktive Art den anderen Vertretern der Gattung aus Borneo. Sie zeigt das gleiche Abwehrverhalten, bestehend aus Abspreizen der hochgehaltenen stachelbewehrten Hinterbeine und Zuklappen derselben bei Berührung durch einen Angreifer. Die Weibchen legen ihre Eier ebenfalls nachts mittels des Legeapparates in den Boden ab. Zwar sind die behaarten Eier mit 6 bis 7 mm Länge und 4,5 bis 5 mm Breite kleiner als die der anderen Arten, aber für die Größe der Tiere noch recht groß. Auch sie zeigen eine diagonal kreuzförmige Mikropylarplatte in deren unterem Winkel sich die Mikropyle befindet. Nach 8 bis 18 Monaten schlüpfen die bereits 24 mm langen Nymphen, die noch einmal bis zu 18 Monate benötigen, bis sie adult sind. Ältere Nymphen haben ebenfalls schon die kontrastreich gefärbte Körperunterseite der Imagines. Die durchschnittliche Lebenserwartung liegt bei dieser aus dem kühlen Hochgebirge stammenden Art deutlich höher als bei den anderen Arten. So erreichte ein von Oskar Conle gepflegtes Wildfangweibchen ein Alter von mehr als fünf Jahren.

## Systematik und Etymologie
Im Jahr 1906 beschrieb Josef Redtenbacher die Art zunächst noch als Heteropteryx scabra und ignorierte die bereits 1904 von William Forsell Kirby veröffentlichte Beschreibung der Gattung Haaniella. Der Artname „scabra“ wurde in Anspielung auf die durch die Stacheln raue Körperoberfläche gewählt (lat. scabrum = rau). Klaus Günther stellte die Art 1932 als Unterart zu Haaniella grayii, änderte diese Zuordnung aber 1944 und ordnete sie wiederum als Unterart Haaniella echinata zu. Bereits 1938 wurde sie von John W. H. Rehn als eigenständige Art bezeichnet und als Haaniella scabra angesprochen. Erst mit Einfuhr der ersten Tiere nach Europa 1984 durch Cocking wurden die Tiere wieder untersucht. Seit einer 1985 erschienenen Veröffentlichung ebenfalls von Cocking wird Haaniella scabra wieder als gültige Art betrachtet. An Museen in Wien, Sankt Petersburg und Paris sind insgesamt vier Syntypen hinterlegt. Das männliche Exemplar der beiden in Wien befindlichen Syntypen ist als Lectotypus festgelegt worden.
Frank H. Hennemann et al. teilten 2016 die Gattung in drei Artengruppen ein. Haaniella scabra wurde gemeinsam mit Haaniella echinata und Haaniella saussurei der "echinata"-Artengruppe zugeordnet. Diese Zuordnung konnte durch eine molekulargenetische Untersuchung von 2021 nicht vollständig bestätigt werden. Sarah Bank et al. schlossen neben anderen auch die von Borneo stammenden Arten in ihre Untersuchung ein und zeigten, dass Haaniella saussurei eine Sonderstellung innerhalb der Gattung hat, während alle anderen von Borneo stammenden Arten relativ eng miteinander verwandt sind. Als Schwesterart von Haaniella scabra erwies sich Haaniella grayii.

## Terraristik
Nachdem Cocking 1984 erstmals Tiere für die Terraristik eingeführt hatte, wurden weitere Tiere erst 1996 wieder importiert. Von der Phasmid Study Group wird die Art unter der PSG-Nummer 70 geführt.

Zwar reichen für die Haltung von H. scabra kleinere bis mittelgroße Terrarien aus, doch gilt die Art als sehr heikel. Insbesondere in den ersten Wochen nach dem Schlupf ist die Sterblichkeit oft sehr hoch. Das Terrarium sollte mit geeigneten Versteckmöglichkeiten und einem zur Eiablage geeigneten, stets leicht feuchten Substrat versehen sein. Neben einer hohen Luftfeuchtigkeit sind Temperaturen von durchschnittlich bis maximal 20 °C für eine erfolgreiche Haltung notwendig. Die Ernährung stellt kein Problem dar, denn gefressen werden neben Blättern von Rosengewächsen (Rosaceae), wie Brombeeren, Himbeere, Weiß- und Feuerdorn, auch die von Eichen, Efeu und andern Pflanzen.

## Bilder

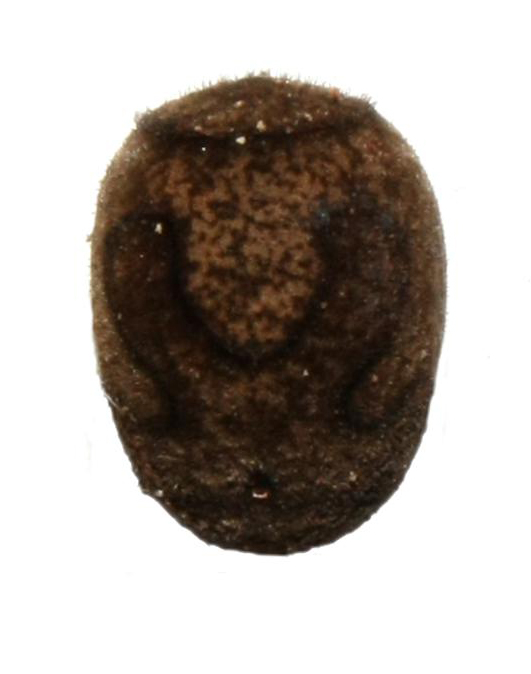
Ei
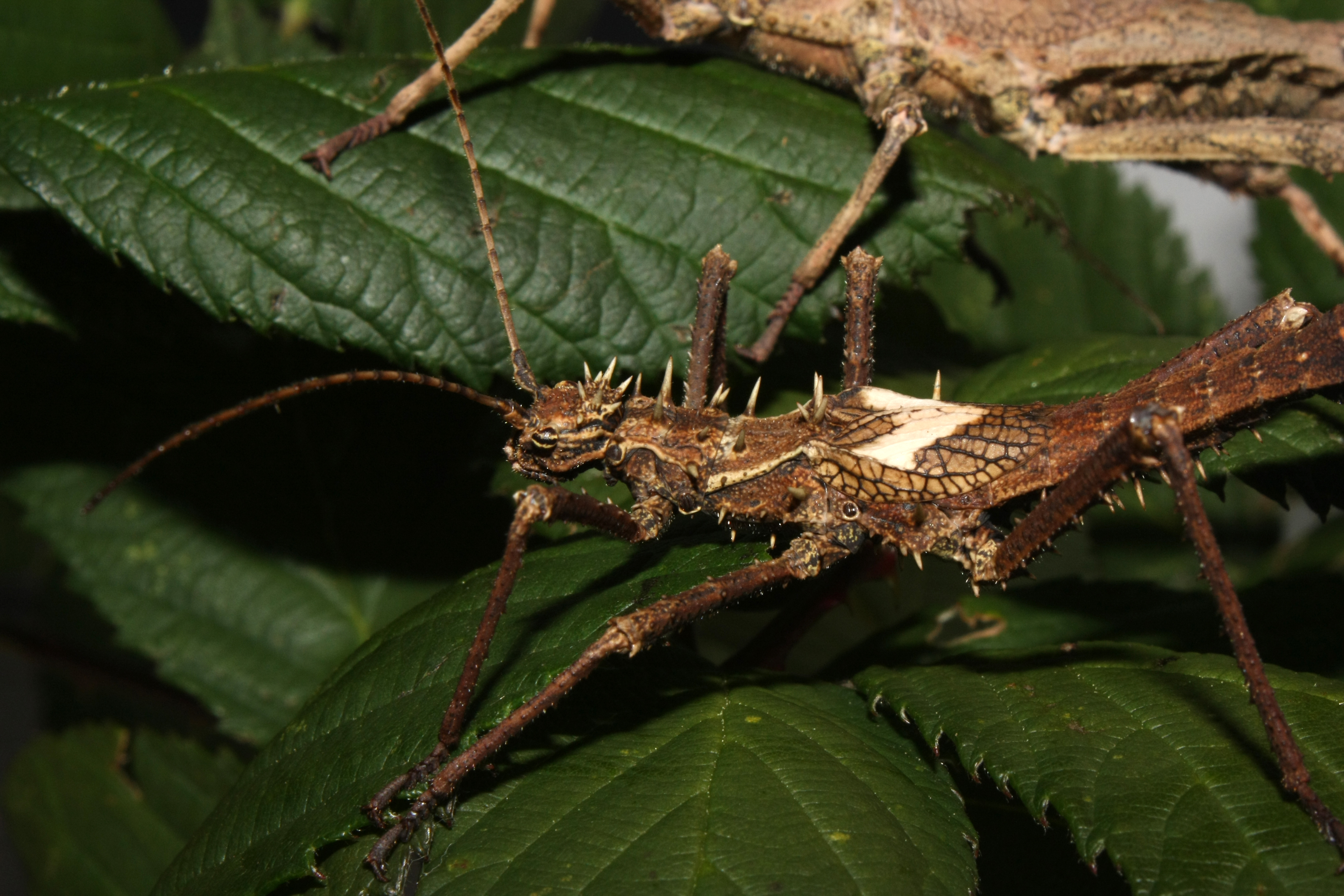
Porträt eines Männchens
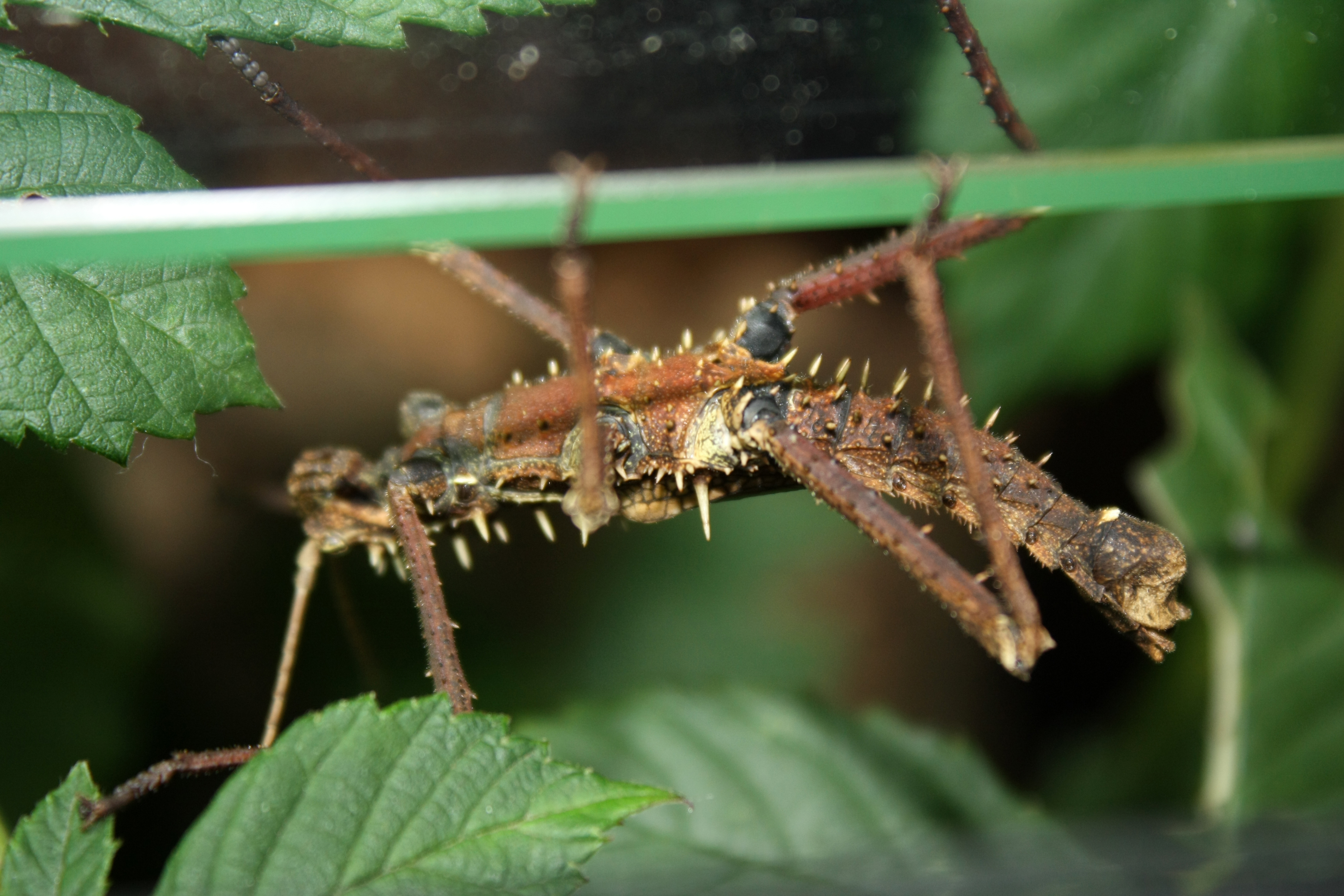
Männchen von unten
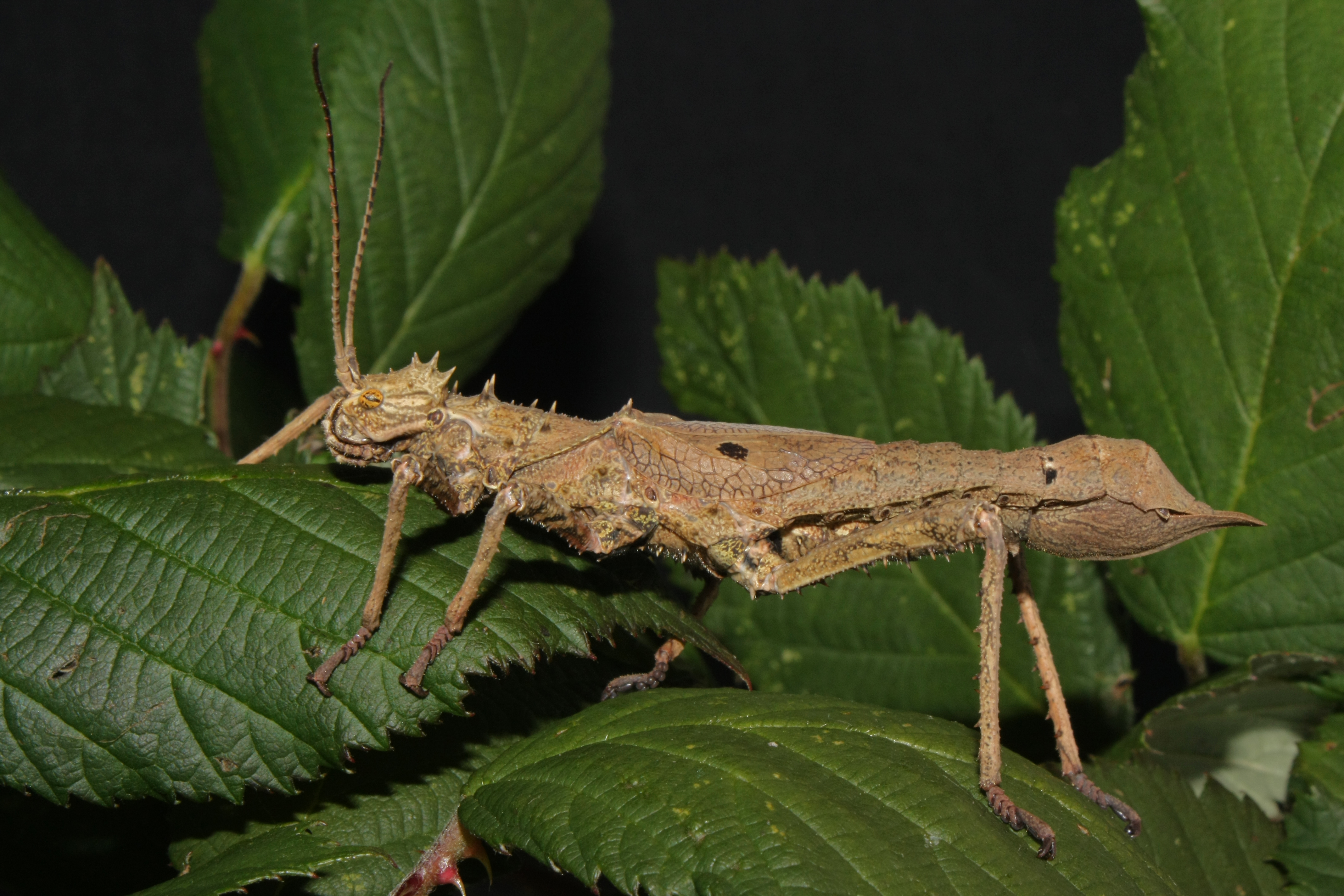
Weibchen